# Kan-Chee Lee
Kan-Chee Lee est un ancien arbitre de Hong Kong de football des années 1960 et 1970. Il a été arbitre international dès 1960.

## Carrière
Il a officié dans une compétition majeure : 
- JO 1972 (2 matchs)